# Stanley Cohen (Biochemiker)

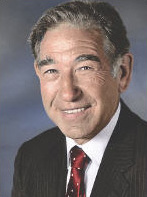
Stanley Cohen

Stanley Cohen (* 17. November 1922 in Brooklyn, New York City, USA; † 5. Februar 2020 in Nashville, Tennessee) war ein US-amerikanischer Neurowissenschaftler und Biochemiker, der sich mit der Struktur und Funktion von Wachstumsfaktoren und dem Mechanismus von Hormonen befasste. 1986 erhielt er den Nobelpreis für Physiologie oder Medizin.

## Biographie

### Akademische Laufbahn
Cohen wurde als Sohn aus Russland ausgewanderter Juden geboren. Sein Vater war ein Schneider. Er studierte Zoologie am Brooklyn College (Bachelor-Abschluss 1943) und am Oberlin College (Master-Abschluss 1945), begann 1945 Biochemie an der University of Michigan in Ann Arbor zu studieren und wurde dort 1948 promoviert.
Nach seiner Promotion war er Instructor an der University of Colorado Denver, 1952/53 American Cancer Society Research Fellow an der Washington University in St. Louis und dort 1953 bis 1959 Associate Professor in der Fakultät für Zoologie. In St. Louis begann er mit Rita Levi-Montalcini bei der Erforschung des Nervenwachstums mitzuwirken. 1959 wurde er Assistant Professor und später Professor für Biochemie in Nashville an der Vanderbilt University (School of Medicine), an der er 1986 emeritiert wurde.

### Ehrungen und Auszeichnungen
1982 wurde Cohen mit dem Alfred P. Sloan, Jr. Prize ausgezeichnet, 1983 mit dem Louisa-Gross-Horwitz-Preis, 1985 mit einem Gairdner Foundation International Award. 1986 erhielt er gemeinsam mit Rita Levi-Montalcini den Albert Lasker Award for Basic Medical Research und den Nobelpreis für Physiologie oder Medizin für ihre Entdeckung des Nervenwachstumsfaktors. 1988 erhielt er die Pincus Medal, 1981 den H. P. Robertson Memorial Award, 1983 den Lila Gruber Memorial Cancer Research Award, 1987 den Albert A. Michelson Award und 1986 die National Medal of Science. 
Er war Ehrendoktor der University of Chicago, des Brooklyn und Oberlin College und der Washington University.
Er war Mitglied der Polnischen Akademie der Wissenschaften, der American Academy of Arts and Sciences (seit 1984) und der National Academy of Sciences (seit 1980).